# Tony Yoka
Tony Yoka (ur. 28 kwietnia 1992 w Paryżu) – francuski bokser wagi ciężkiej, mistrz olimpijski i mistrz świata amatorów.

## Kariera

### Początki
Yoka zdobył złoty medal na Letnich Igrzyskach Olimpijskich Młodzieży w 2010 roku w Singapurze.
W 2012 roku uczestniczył w Letnich Igrzyskach Olimpijskich w Londynie, przegrywając w pierwszej rundzie z Kanadyjczykiem Simonem Keanem.
W 2015 roku zdobył brązowy medal Igrzysk Europejskich w Baku. Tego samego roku podczas mistrzostw świata amatorów w Dosze zdobył złoty medal w kategorii superciężkiej (powyżej 91 kg), pokonując w finale na punkty Iwana Dyczko.
Na Letnich Igrzyskach Olimpijskich 2016 w Rio de Janeiro zdobył złoty medal w kategorii powyżej 91 kg, pokonując niejednogłośnie na punkty w finale Joe Joyce’a 2:1.

### Kariera zawodowa
Na początku 2017 roku zdecydował się podpisać profesjonalny kontrakt z prowadzoną przez Richarda Scheafera grupą Ringstar Promotions. Swoją pierwszą zawodową walkę stoczył 2 czerwca 2017 roku w Paryżu, pokonując przez TKO w 2 rundzie Amerykanina Travisa Clarka (12-1, 8 KO).

## Lista walk na zawodowym ringu
Na podstawie.
| Legenda |
| SD – decyzja niejednogłośna \| D – remis \| TKO – techniczny nokaut \| MD – decyzja większości sędziów \| DQ – dyskwalifikacja \| NC – walka nieodbyta \| RTD – poddanie przez narożnik \| KO – nokaut |

| Wynik   | Rekord | Przeciwnik           | Rozstrzygnięcie | Runda        | Data                 | Miejsce                                         |
| ------- | ------ | -------------------- | --------------- | ------------ | -------------------- | ----------------------------------------------- |
| Porażka | 11-3   | Ryad Mehry           | UD              | 10           | 9 grudnia 2023       | Stade Roland Garros, Paris XVI, Francja         |
| Porażka | 11-2   | Carlos Takam         | SD              | 10           | 11 marca 2023        | Zenith de Paris-La Villette, Paris XIX, Francja |
| Porażka | 11-1   | Martin Bakole        | MD              | 10           | 14 maja 2022         | Accord Hotels Arena, Paris XII, Francja         |
| Wygrana | 11-0   | Petar Milas          | TKO             | 7 (10)       | 10 września 2021     | Stade Roland Garros, Paris XVI, Francja         |
| Wygrana | 10-0   | Joel Tambwe Djeko    | TKO             | 12 (12)      | 5 marca 2021         | H Arena, Nantes, Francja                        |
| Wygrana | 9-0    | Christian Hammer     | UD              |              | 27 listopada 2020    | H Arena, Nantes, Francja                        |
| Wygrana | 8-0    | Johann Duhaupas      | TKO             | 1 (12) 1:28  | 25 września 2020     | La Defense Arena, Nanterre, Francja             |
| Wygrana | 7-0    | Michael Wallisch     | TKO             | 3 (10) 1:17  | 28 września 2019     | H Arena, Nantes, Francja                        |
| Wygrana | 6-0    | Alexander Dimitrenko | TKO             | 3 (10) 1:27  | 13 lipca 2019        | Azur Arena, Alpes-Maritimes, Francja            |
| Wygrana | 5-0    | David Allen          | TKO             | 10 (10) 0:43 | 23 czerwca 2018      | Paryż, Francja                                  |
| Wygrana | 4-0    | Cyril Leonet         | TKO             | 5 (10) 2:21  | 7 kwietnia 2018      | Paryż Francja                                   |
| Wygrana | 3-0    | Ali Baghouz          | TKO             | 2 (8) 1:04   | 16 grudnia 2017      | Zénith de Paris, Paryż, Francja                 |
| Wygrana | 2-0    | Jonathan Rice        | UD              |              | 14 października 2017 | Zénith de Paris, Paryż, Francja                 |
| Wygrana | 1-0    | Travis Clark         | KO              | 2 (6) 2:01   | 2 czerwca 2017       | Paryż, Francja                                  |

## Życie prywatne
Narzeczony francuskiej bokserki Estelle Mossely, mistrzyni olimpijskiej z Rio de Janeiro w wadze lekkiej.
Jego młodszy brat, Victor Yoka, również jest bokserem amatorskim.